# 達斯·維達
安納金·天行者（英語：Anakin Skywalker），即達斯·維達（英語：Darth Vader），是電影《星際大戰》裡的一名虛構人物。他在正傳三部曲裡为头号反派，也是前傳三部曲中的主角。
這個人物由美國導演喬治·盧卡斯創造，並由數個演員詮釋。安納金·天行者不僅出現在7部星戰電影裡，同時也在星際大戰的擴充宇宙－電視影集、電腦遊戲、小說、各種文學作品及漫畫－中佔有重要的份量。故事裡，根據預言，他是將會為原力帶來平衡、消灭西斯的絕地武士，但他因身心俱毀而墮入原力的黑暗面，服侍西斯的銀河帝國皇帝―白卜庭（Palpatine），又被稱為達斯·西帝（Darth Sidious）―並拜師於他，为帝国立下汗马功劳；但最终，他心底尚存的良知使其转变了立场，實現平衡原力的預言。他是歐比王·肯諾比的学徒兼出生入死的兄弟、佩咪·艾米達拉的丈夫、路克·天行者和莉亞·歐嘉納的父親、凯洛·伦的外祖父。
美國電影學會在「AFI百年百大英雄與反派」將他列為一百年來第三偉大的電影反派，僅次於《沉默的羔羊》的漢尼拔·萊克特（Hannibal Lecter）和《驚魂記》的諾曼·貝茲（Norman Bates）

## 生平
安納金·天行者（即達斯·維達）是帶有悲劇與矛盾色彩的人物：他擁有強大的原力感应與高超的武藝，以及多項驚人的天賦，卻無法阻止母親與愛妻之死。他曾被視為擁有光明前途的絕地武士，且被视作杰出的英雄；但拯救爱妻的良好初衷，卻導致他加入西斯麾下；他是建立銀河帝國的首要功臣，成為帝國元帥，但丧失了四肢，全身嚴重燒傷，被迫靠包裹全身的維生系統渡過餘生；他殘酷無情，常為小事殺害俘虜與部屬，最後卻為了拯救不同立場的兒子背叛西斯，死於帝國皇帝達斯·西帝的原力閃電。

### 童年

傑克·洛伊德飾演的安納金·天行者

安納金·天行者的母親（Shmi Skywalker）是一名在沙漠星球塔圖因星上工作的奴隸，她在迷地原蟲的作用下处女怀胎，生下了安纳金，后来被认为这次怀孕与银河帝国皇帝白卜庭（即達斯·西帝厄斯）的師父——達斯·普雷格斯（Darth Plagueis）——多年前一次实验性的原力释放有着密切关系（之後經官方證實，安納金·天行者的出生和達斯·普雷格斯的實驗並沒有直接的相關，只能說那次的實驗激怒了原力本身，所以原力創造了“天選之人”安納金·天行者來處罰西斯，因此安納金·天行者並不是如謠言中所說的由達斯·普雷格斯所創造）。同母親般，安納金9歲以前以奴隸的身分過活。母子俩原本属于赫特人贾巴之妻加杜拉（Gardulla the Hutt），后来在一场飞车赛中被输给了機械二手零售商瓦頭（Watto）。在后者手下，他以超人的天赋學會了許多機械組裝技巧，並以擅長修理著稱。這段時期內，他製造了一具外交型機器人C-3PO幫助母親的工作。
9歲時，安納金遇到絕地武士魁剛·金與時任那卜星女王的佩咪·艾米達拉等逃難的一行人，帕德梅的惊人美貌和友善给了他极为深刻的印象。由於擁有異常高的原力，魁剛認為他是預言中平衡原力的偉大人物，故期盼能將他帶回絕地議會。可是在请瓦托释放他时却遇到阻礙。魁剛引诱瓦托與他達成一场飛艇賭約，之后的赛艇比赛中，安纳金用高明的技巧赢得比赛，也为自己赢得自由身。然而回到银河共和国首都克魯斯根（Coruscant）后，以尤達大師（Master Yoda）为首的绝地议会预见到安纳金的未来阴云密布，便以他年紀过大为由不同意训练他，固执的魁剛未听从议会的指令，执意要训练安纳金，甚至不惜让自己的徒弟歐比王·肯諾比（Obi-Wan Kenobi）提前出师。不久魁剛一行人回来拯救纳布星，魁剛本人在与西斯武士達斯·魔（Darth Maul）決鬥時被殺，欧比旺随后击杀達斯·魔，奎刚临终时嘱咐欧比旺要训练安纳金。同时，安納金與宇航技工機器人R2-D2駕駛戰機，通過他高超的駕駛技巧成功摧毀贸易联盟母艦，成為打贏戰役的關鍵人物之一。歐比王因战胜達斯·魔，被絕地議會升格為正式絕地武士（Jedi Knight）。為達成師傅遺願，他獨排眾議要求收安納金為徒，絕地議會雖然認為其未來充滿黑暗，但最後還是接受他的意見。

### 青年

#### 绝地学徒时期
19歲的安納金慷慨無私，但易怒冲动，常以魯莽且冒險的方式完成任務，故常被師傅歐比王教訓。安纳金也认为自己的剑术已经比肩尤达大师，而歐比王并不认同。虽然两人多有龃龉，他们的關係依然隨時間過去而日漸緊密；歐比王視他為拯救光明面的希望，也認為自己足以負擔教導者的任務，故以無比的耐心教導安納金；同樣的，這時的安納金也視肯諾比如父親一般。
由於轉任銀河議會議員的前纳布星女王帕德美·艾米達拉遭到不明人士行刺，安納金接受了保護她的任務。這是兩人相隔十年後首次見面，彼此的友情也再度燃起；安納金為帕德梅的知性與理想所吸引，佩咪也對安納金的才華產生好感。兩人在那卜星湖畔的別墅萌生的愛情火苗，也因安納金無法克制衝動的個性而急速加溫。但是因为两人身份敏感，帕德美在语言上拒绝了安纳金。
但這段期間，安納金卻不斷受到關於母親死亡的噩梦的困扰。最後他受不住，得到帕米的同意後跑回故鄉塔圖因星上找母親。在摩斯埃斯帕他從瓦托得知母親這幾年的訊息：農夫克里格·拉爾斯（Cliegg Lars）出錢贖回他母親的自由。可是他又從繼父口中聽到另一個壞消息：他母親受到砂人（Tusken Raider）的攻擊，已經失蹤了一個月。
著急的安納金在砂人的營地裡找到性命垂危的母親。儘管他試圖帶她回去，她仍在他懷裡斷了氣。憤怒的安納金殺光了全營地的男女老幼。憤怒之餘，安納金對於自己違背絕地的信念感到慚愧，處於矛盾下的他在佩咪的安撫下，才逐漸恢復。這時他也在母親墓前發誓要保證今後身邊的人不再陷入死亡的陰影。丧母一事也成为安纳金人生中一个重要的转折点——正是从这一刻起，他开始对绝地产生猜忌；也正是从这一刻起，帕德梅成为了他唯一的精神支柱。而丧母之痛与屠营之怒，在安纳金心中埋下了黑暗的种子，间接导致了他后来的悲剧。
不久兩人卻接獲歐比王傳來的求救訊息：歐比王為了追蹤惡名昭彰的賞金獵人（Jango Fett），在分離主義分子的秘密本部捷奥诺西斯星（Geonosis）侦查時被敵方抓住。
雖然長老院令安納金按地不動，但在帕德美勸說下兩人仍違背指令，前去拯救歐比王，但兩人隨後也被分離主義分子逮捕，分離主義分子首腦杜庫伯爵等人劝降无效后，三人被一同送到競技場受刑。临刑前，再无牵挂的帕德美对安纳金表露心迹。竞技场上，两人心意相通，默契配合，但仍然难以逃出困境。這時，絕地大師（Mace Windu）率領的眾多絕地武士與稍後尤達（Yoda）統帥的複製人大軍前来营救并一举扭转了局势。為了追擊分離主義分子首腦杜庫伯爵（Count Dooku），歐比王與安納金追到隱藏的停機坪。但兩人不是杜库伯爵的对手，安納金失去右手，幸賴尤達趕來才解除危機。爱情经历生死考验后更加坚固，此战后安納金借护送帕德美·艾米達拉回那卜星的机会，与她秘密结婚。

#### 克隆人战争时期

《星際大戰：複製人之戰 (2008年電視影集)》中安纳金的扮相

海登·克里斯滕森在《星際大戰三部曲：西斯大帝的復仇》中饰演的安纳金

在随后的複製人戰爭中，由於戰爭的需要，绝地議會同意了欧比旺的提议，將安納金升格為絕地武士；他與歐比王的關係也開始轉為如兄弟一般。在戰場上，安納金屢建奇功，还收了一个名叫亞蘇卡·譚諾的学徒。
安纳金的武艺在战争中飞速提升，跻身顶尖绝地的行列，多次与黑暗原力使用者作战，尤其是与强大的西斯尊主杜库伯爵多次对决，虽然没能取胜，但差距渐渐缩小。战争期间的安纳金虽然自负而且过于冲动感性，但他充满热情而且善良无私，身手矫捷，原力强大，勇敢无畏，身先士卒。他招势凌厉凶悍，策略足智多谋，在战场上经常出奇制胜，而且与大多数绝地武士和大师的冷漠不同，他尊重、关心克隆人，在他手下的克隆人士兵之中有崇高的声望。多數人（包括安納金自己）認為，他升上絕地大師（Jedi Master）當是遲早之事。接近20年后，亲历克隆人战争的绝地武士凯南·贾勒斯（Kanan Jarrus）对徒弟艾斯納·包力格（Ezra Bridger）提到这一时期的安纳金，认为他是战争中整个绝地组织里最杰出的勇士。
安纳金的名字不斷出现在捷报中，他受到多位議員的青睞，特別是與議長帕尔帕庭（Palpatine）幾乎成為無話不談的好友，后者在全像新聞網(HoloNet News)中，公開稱讚安納金是一位"無懼的英雄"(Hero with no Fear)。
然而，持续数年的克隆人战争让安纳金疲倦，征战和杀戮让他渐渐向原力黑暗面转变。克隆人战争后期，他的学徒亞蘇卡·譚諾被誣陷炸絕地聖殿，而绝地議会在没有进行认真调查和公平审判的情况下，不给她申辩的机会，就将她逐出绝地组织，她差點遭到共和國法庭處死。后來安納金找到真兇，亞蘇卡被釋放。雖然绝地議会承諾，只要她願意回到絕地武士團，就直接晉升她为絕地武士，但她认为绝地議会不信任自己，只有安納金的信任是不够的；温杜大師等不愿真诚承认错误，而是以傲慢的态度文过饰非，也让她感到心寒，所以她最终选择了离开。安纳金一直把亞蘇卡视作妹妹，绝地议会对她犯的错误令安納金心中對绝地體制的不满大大加深。此外，在克隆人战争期间，绝地议会为了执行秘密任务，制造了欧比旺被杀的假象，并且为了尽可能迷惑敌人，让安纳金亲眼看到最好的朋友和恩师被“杀死”，而不对其透露真相。悲伤与愤怒大大推动了安纳金堕入原力黑暗面。安纳金得知欧比旺伪造死亡而且对自己隐瞒真相后十分愤怒，认为绝地议会对自己和共和国隐瞒了更多的真相。克隆人战争中后期，安纳金的黑暗面倾向愈发明显，经常表露出愤怒、憎恨的情绪，也开始使用绝地禁止使用的原力锁喉术。而與此同時，絕地議會對於帕尔帕庭議長利用戰爭緊急狀態擴權的行為愈發不滿，議長使用宣傳機器大量抹黑絕地組織，共和國民眾對絕地越來越不信任（他們相當一部分認為戰爭是絕地組織製造的，因為杜库伯爵曾经也是绝地大师），共和國議會與絕地議會間的摩擦也日漸增加。

##### 堕落
克隆人战争末期，在首都科洛桑上空的戰役中，为解救被绑架的议长，欧比旺和安纳金与杜库伯爵对决。欧比旺被杜库伯爵击昏后，安納金打敗了杜庫伯爵，並在议长的唆使下殺了他，共和国军获得大胜。至此貿易聯邦為主的分離势力走向衰亡，二号人物格里弗斯将军仓皇逃亡乌塔堡星。安纳金立下大功后，帕尔帕庭议长向绝地议会推荐安纳金做自己在绝地议会中的个人代表，绝地议会十分不情愿地提拔22岁的安纳金为史上最年轻的绝地议会成员，但拒绝授予他绝地大师的称号。安纳金感到这是对自己的羞辱：他成了史上第一个列席绝地议会却无大师头衔者（大师中也只有一部分是绝地议会成员）。并且，絕地议会懷疑議長另有企圖，给予安纳金绝地议会成员这一荣誉，是为了派身為議長好友的他去监视议长的行動。议长对安纳金一直表现得友善，对他的能力充满信任，扮演了类似安纳金父亲的角色，监视议长的任务让安纳金感到困惑、愤怒，也让他感到绝地议会不遵守绝地原则，行事虚伪。此時，他開始夢見已懷孕的愛妻帕德美·艾米達拉因难产而痛苦死亡的景象，這使他擔心自己會重蹈失去母親的悲劇。但由于绝地禁止结婚，他担心秘密被人知晓，无法坦诚地求援。在隐晦地咨询最富有智慧的尤达大师时，对方只是要他顺应原力的意志，接受所爱之人的逝去。这令感情执著而强烈的安纳金感到荒诞不可接受。議長的魔爪逐漸伸向這位絕地武士。
由于绝地组织的严苛规定，安纳金几乎没有接受过任何有关原力黑暗面的教育，对其缺乏了解。數次談話裡，帕尔帕庭暗示安納金原力黑暗面（Dark Side of the Force）的強大：它能做到光明面無法達成的事，包括避免人的死亡。只要一個人陷入恐懼與憤怒，便能輕易進入黑暗力量的世界。他也对安纳金宣称绝地和西斯没有本质区别，安纳金虽然一开始本能地不认同这一观点，但黑暗的种子也渐渐在他心中萌发，他更是对黑暗原力拯救生命的力量感到好奇。由于帕德美的分娩一天天逼近，被爱妻难产而死的可怕前景而折磨的安纳金，内心已经极度脆弱和恐惧，正在一点点滑向黑暗原力的深渊。
由于战局变化，尤達大師前往卡西克（Kashyyyk）星领导作战，安纳金最好的朋友和恩师欧比旺大师前往乌塔堡（Utapau）星消灭格里佛斯將軍。安纳金对欧比旺道别时，他为自己曾经的傲慢致以歉意，欧比旺赞美安纳金强大而睿智，已经远胜于己，勉励安纳金耐心等待获得大师头衔。然而这成为了两位绝地武士的诀别。
此时，趁着两位与安纳金最亲厚的绝地大师不在科洛桑的时机，帕尔帕庭对安纳金透露他就是西斯尊主達斯·西迪厄斯，并引诱他倒向自己。安納金立刻告知絕地议会二號人物温杜大師這一消息，原本就怀疑帕尔帕庭的温杜大师，迅速带领另外三位绝地大师准备武力拘捕西斯大帝，但他以十分刻薄的态度拒绝了主动请缨的安纳金，称自己还不能完全信任他，命令他留在绝地议会厅。这让安纳金更加感到自己不被绝地议会信任和尊重。
温杜大师武艺卓绝，而且性格强硬、嫉恶如仇，由于担心温杜大师杀死達斯·西迪厄斯从而断绝拯救帕德美的希望，纠结万分的安纳金决定违抗温杜大师的命令，离开绝地议会厅，在关键时刻衝入議長辦公室，打斷了雲度與達斯·西迪厄斯的生死決鬥：温杜大師认为达斯·西迪厄斯太危险，而且控制了议会和法庭，执意将其杀死，但安纳金认为这违背了绝地组织的原则（此时的达斯·西迪厄斯已经手无寸铁），希望保留其性命，交给法庭审判，从而利用其黑暗原力知识拯救帕德美；達斯·西迪厄斯故意示弱，显得已经命悬一线，诱使安纳金制止雲度。雲度大师执意不理会安纳金的请求，决定杀死达斯·西迪厄斯，这让安纳金心中对绝地仅存的信念完全崩塌。在雲度即将作出致命一击之前，安纳金在绝望和愤怒中斬斷雲度持光剑的右手，達斯·西迪厄斯随即用强大的原力閃電电击雲度，将其从高空抛下杀死。安纳金陷入恐懼、悔恨和慌亂之中，但已无回头路，而且他对绝地组织已经彻底失望；他也认为只有西斯有可能帮助他拯救妻子的生命。于是，安納金投入西斯門下，並被賜名為“達斯·維達”。

#### 堕落后
趁著多數絕地武士在外出征，按照西斯大帝的命令，安納金残忍地殺害了留在絕地聖殿的所有絕地组织成员，包括绝地幼徒。同時，達斯·西迪厄斯利用66密令（Order 66），命令克隆人殺光与其并肩作战的絕地大师及他们的学徒，只有尤达和欧比旺等极少数绝地逃过一劫。大事底定後，安納金被派去貿易聯邦的秘密總部穆斯塔法星（Mustafar）殺光分离主义者和贸易联邦领导人，以结束克隆人战争且杀人灭口。与此同时，達斯·西迪厄斯則宣布建立銀河帝國，自己成為新帝國的皇帝。歐比旺和尤达返回绝地圣殿后，得知了安纳金的叛变，尤达派欧比旺去消灭安纳金，自己则前去与皇帝对决。完成任务的安纳金感到自己在命运的裹挟下不得不堕落，痛苦落泪。他準備離開時，欧比王跟随帕德美來到穆斯塔法。帕德美劝说安纳金返回光明面，共同过平静幸福的家庭生活，但安纳金认为只有黑暗原力才能挽救帕德美的生命，而且他们拥有了可以为所欲为的权力，不必躲藏，安纳金还有取代皇帝的想法。帕德美对深陷黑暗面的安纳金感到畏惧而厌恶。安纳金认为自己的蜕变和堕落是为了拯救帕德美的生命，付出如此巨大的代价却得不到帕德美的认同与感激，让他心态失衡。此时，安纳金發现欧比旺出现在帕德美的飞船中，认为帕德美背叛了自己，更加愤怒不已，用原力锁喉术惩罚帕德美，使其窒息昏迷。憤怒的安纳金最初仍试图说服欧比王加入自己，但欧比王毫不让步，率先启动光剑，兩人撕破過去的師徒恩情，在岩漿河旁進行決鬥。
師徒決鬥势均力敌，格外激烈漫长，安纳金全程进攻，而欧比王则始终严防死守。最後歐比王占据了熔岩河畔制高点，告诫安纳金停止战斗，再一次尝试挽回他。安纳金大怒之下跳到欧比旺身边企图将其击杀，但安纳金高估了自己的跳跃能力，欧比王趁他尚未落地时，斬斷其雙腿及左手。安纳金战败，滚落在熔岩河岸边。绝地武士不杀没有反抗能力的人，欧比王离开无法动弹的安纳金，任原力决定他的生死，然后带着昏迷的帕德美离开穆斯塔法星。岩浆的热力使得安纳金全身燃起大火，他只能憤恨地看著歐比王離去。与此同时，尤达与皇帝大战后自知无法击败皇帝而逃跑。雖然皇帝立即赶往穆斯塔法，親自帶安纳金回去治療，挽救了他的生命，但從此全身嚴重燒毀的安納金必須穿戴黑暗笨重的盔甲和維生系統，並不時發出毛骨悚然的呼吸聲。雖然投入了黑暗面，他仍然無力挽救愛妻，帕德美·艾米達拉在誕下一對龍鳳胎（即日後的路克·天行者與莉亞公主）後便絕望而死。皇帝欺骗安納金，称安纳金自己杀死了妻子（及其腹中的胎儿），安纳金得知后極度悲憤，也比從前更加冷酷無情。由于他已经失去了自己原本想要保护的一切，从此他彻底陷入黑暗面之中。讽刺的是，天行者是为了拯救帕德美·艾米達拉而加入原力的黑暗面；但是阿米达拉恰恰是因为天行者加入了原力的黑暗面而死亡。
欧比王和尤达决定将安纳金夫妇的孩子分开抚养，把路克·天行者交给居住在塔圖因的安纳金的继弟一家，欧比王隐居在塔图因暗中关注、保护卢克，而莉亞则由奥德兰（Alderaan）公爵贝尔·奥加纳（Bail Organa）一家抚养（因此她被称作公主，并使用奥加纳这一姓氏）。尤达则前往達可巴隐居。

### 中年
絕地組織瓦解之後，達斯·維達成為皇帝身邊最忠實的助手：透過強大的原力，他剿清躲在各地的絕地武士。同時，他掌控強大的帝國軍隊打垮銀河各地的反抗勢力。可是，殘酷無情的達斯·維達常為小事殺害底下的軍官與戰俘，也因此成為各勢力(包括帝國本身)最忌憚的人物。
在银河帝国成立的第五年，維達随皇帝平定洛思賴(Ryloth)星球、由查姆·辛杜拉(Cham Syndulla)领导的起義。
在银河帝国帝国历10年時，維達透過原力感應得到絕地時期的前師傅歐比王·肯諾比的痕跡，對當初穆斯塔法對決慘敗極為痛恨的他立即派遣他轄下的裁判官團隊將其趕盡殺絕，甚至還發現了莉亞公主與歐比王的行蹤有難以割斷的關係。同時也發現了賈比姆(Jabiim)的以考蘭·羅肯(Kawlan Roken)为首的「方向」(Path)游擊隊一直蠢蠢欲動並派遣部隊企圖將這個組織徹底剿滅。在多次行动中，维達憑藉原力以及部隊的絕對優勢一度徹底壓制游擊隊的反抗，甚至一度制服並折磨歐比旺。在此过程中，維達發現並瓦解了從訓練一開始就有反抗心理的前絕地幼徒兼裁判官三師姐的瑞瓦·塞萬德（Reva Sevander）的背叛而將其拋棄；然而到最後維達與歐比王真正碰面，維達在極端的仇恨下不顧後果地與歐比王再度對決，哪怕是被前師傅再度擊敗也決不放棄要將他趕盡殺絕的念頭，親眼目睹前徒弟被黑暗人格徹底支配的歐比王徹底痛心並與其恩斷義絕，但他不顧一切的一意孤行也遭到了皇帝的痛斥，使其不得不暫時放棄對歐比王的追殺。
由于帝国的暴政，各地紛紛組織反抗軍（义军），其中又以奧德朗星（Alderaan）公爵贝尔·奥加纳（Bail Organa）與其養女莉亞公主（Princess Leia Organa）所領導的反抗勢力最為著名。這些反抗勢力最後組成反抗軍同盟（Rebel Alliance），平日以秘密的方式各自活動，必要時才集結對抗帝國大軍。
“安纳金·天行者太弱了，是我杀了他”
在银河帝国帝国历14年時，維達曾被派往洛塔(Lothal)围剿以肯南·賈奴斯(Kanan Jarrus)为首的义军。在一次行动中，维達以一只战机击毁了义军护盾失效的主舰，近乎全部殲滅出战的A翼战机。在此过程中，維達與十余年未见的前学徒亞蘇卡·譚諾通过原力感知了彼此，使亞蘇卡·譚諾因震惊、悲痛和悔恨（她意识到自己的离开推动了师父的堕落）而晕倒。
帝国历16年，絕地武士肯南·賈奴斯(Kanan Jarrus)和他的徒弟艾斯納·包力格以及亞蘇卡·譚諾来到了位于馬拉科(Malachor)的一座西斯神殿，在这里维德与他曾经的学徒对峙。当亞蘇卡得知维达就是安纳金时，她拒绝离开并拖住了维德，使得肯南和艾斯納有机会逃跑。两年后，艾斯纳·包力格通过洛塔绝地圣殿的时空闯入到两人决斗的现场，把即將死于劍下的亞蘇卡救出该时空。随后神殿爆炸，维德负伤离开。亞蘇卡一直保守了维达身份的秘密，其他人均不知维达就是安纳金。
帝國成立第19年，皇帝宣布解散帝國議會與各省，打算用強大軍力和新開發的秘密武器死星（Death Star）建立個人的恐怖政治。

### 晚年
身為皇帝最重要的副手，達斯·維達自然擔起剿滅义军的任務。在得知反抗軍偷走死星的設計圖後，維達隨即前往攔截，雖然殺死了一隊反抗軍士兵，但未能阻止莉亞公主帶著設計圖離開，隨後維達追擊莉亞的太空船，逮捕了莉亞，逼她交出反抗軍偷到的死星設計圖與反抗軍的基地位置，同時首次使用剛落成的死星，徹底摧毀了莉亞美麗的家鄉奧德朗星。後來他發現莉亞供出的情報是假的，便將其長期監禁。
但意外地，死星設計圖與莉亞的求救訊息隨著機器人R2-D2與C-3PO來到維達的老家塔圖因星上，並輾轉流入他的親生兒子路克·天行者（Luke Skywalker）手中，因而意外激發這位擁有多項天賦的青年。經歷一番冒險後，隱居的歐比王开始了对路克的原力启蒙教育，并告诉路克，他的父亲是安纳金·天行者，是一个优秀的绝地武士，达斯·维达背叛并杀死了他。他们搭乘走私者韓·索羅（Han Solo）與武技族人丘巴卡（Chewbacca）駕駛的千年鷹號（Millennium Falcon）太空艦來到死星，打算拯救公主。在此，達斯·維達再度與恩師交手，並在決鬥中殺了放棄打鬥的歐比王。欧比王的身体瞬间消失，他化为絕地英靈，時時指引路克走向絕地之路。
由於歐比王拖住了维达，路克與韓帶著公主成功逃離死星（可他們不知道艦上已裝有帝國的追蹤器），並帶著死星設計圖回到位在（Yavin 4）的反抗軍基地。經過細心規畫後，反抗軍派出以X翼戰機組成的飛行中隊展開攻擊死星的行動。但同時，帝國軍的死星也鎖定基地的位置，打算用死星將整個星球完全毀滅。而達斯·維達則親自駕駛鈦戰機防衛反抗軍的攻擊。利用強大的原力與高超的駕駛技巧，维達擊滅大多數敵機，唯獨對擁有相同天賦的路克卻難以成功。就在緊要關頭，韓·索羅駕駛千年鷹號偷襲維達成功，維達與戰機被震飛到軌道外，路克則成功擊毀死星。
嚐到敗績的維達發覺兒子的強大潛力，於是在皇帝的指示下進行拉攏路克的計畫：先以強大的火力摧毀反抗軍的基地，特別是在霍斯星（Hoth）的戰役幾乎瓦解反抗軍的戰力，逼得路克、莉亞和韓等領導者被迫四處流亡。維達又招募包括波巴·費特在內的大批賞金獵人，並在（Bespin）的“雲上城市”佈下陷阱抓住莉亞和韓，以誘騙他的獵物——在尤達培訓下，即將成為絕地武士的路克。
果然，路克為了拯救兩人而獨闖此城，然後再度遭遇到他的“殺父仇人”。兩人首次交鋒，路克雖然進步神速，但仍不是維達的對手。經過一番打鬥，路克被斬斷右手，最後被逼入絕境；這時維達才說出一切的真相：自己就是路克的父亲。他邀请路克加入他结束内战，给银河系带来秩序。並希望最後父子能聯手共同統治這個帝國。但路克以行動拒絕父親的邀請：他跳入城市的通風口，直到莉亞回航才脫離險境。
擊潰反抗軍後，皇帝開始計畫興建一個更大、威力更強的第二顆死星，並籌謀一舉毀滅反抗軍同盟的計畫；同時，反叛軍也開始陸續會合，準備與帝國一決雌雄。不同於上次的死星，維達接替死於第一顆死星爆炸的帝國星區首長威爾霍夫·塔金的監督工作，狡黠的皇帝則親率大軍指揮這場將來的戰役。
皇帝的計畫剛開始進行的很順利：反抗軍主要的戰艦與領導人物都參與了這場戰爭，歷經劫難的路克、莉亞和韓則率領一支小隊伍襲擊（Endor）上提供死星保護罩能源的發電廠。不久，路克告知莉亞兩人的身世之謎後，便獨自去找等待許久的達斯·維達，因为他相信维达的心中依然有光明的一面，是可以感化、改变的。如皇帝所預料，這支襲擊小隊攻入發電廠時被附近埋伏的帝國大軍逮住；新的死星雖然未完工，但火力仍足以摧毀反抗軍的主力戰艦，大量的帝國戰機也讓反抗軍難以招架。至於被帶到死星上的路克被维达壓制住他攻擊皇帝的企圖，而邪惡的皇帝說出他同伴將遭遇的災難時卻無能為力，維達更用原力讀心術查出莉亞公主也是他的女兒並以此作要脅，最終迫使路克陷入憤怒並且與維達再次對決。這時，皇帝的陰謀終於快達成，他已經引導路克踏入西斯的入門：對於將來的恐懼，以及對於現況的憤怒。
但皇帝看似完美的陰謀卻遇到了困難：路克在憤怒之下已斬下維達的機械右手。這時皇帝大喜，命路克殺掉父親，成為他的新徒弟。但路克這時因看到維達被斬下的機械右手而在维達的身上看到了自己，再回想起在尤達處受訓時在黑暗的山洞中打敗維達幻影時所看到的自己幻影，卻收起光劍，以平靜的心情拒絕皇帝的誘惑，自豪地宣告：「我是绝地戰士，就像我父亲以前一样。」這時憤怒的皇帝發出強大的黑暗原力閃電想宰掉這個不知好歹的“失敗者”。看到親生子在面前痛苦蠕動，維達再也忍不下心，那一刻他終於擁有了拯救他所愛的人的能力。他用僅存的左手抓住正在施放閃電的皇帝，往通向爐心的深淵丟去。皇帝終於死了，達斯·維達又變回了安納金·天行者，可是皇帝強大的電流已破壞了他的維生系統，安納金注定無法活下去。年趨四十六歲的安納金倒在兒子懷裡，他要求路克幫他脫下頭盔，好好看看親生子的長相。安纳金用最后的气力欣慰地说，路克让他从罪恶中得到了拯救；卢克是正确的，他的确良知未泯。随后，安納金安然辞世。
安納金死後化為絕地英靈，路克將父親的黑色盔甲帶離了死星，事後予以焚烧。反抗軍最後摧毀了死星，打贏了被稱作的關鍵戰役。在恩多星上庆祝胜利的聚会上，尤達、歐比王和安納金·天行者的英靈出現在路克等人面前對其微笑注視。
安納金·天行者的兩次轉變雖然帶給他自己與身邊的人極大傷害，但也印證了魁剛·金大師所堅信的關於他將會為原力帶來平衡一事的古老預言。

### 死后影响
安納金死後，他最终的弃暗投明的事迹并没有被宣扬开，除了卢克和莉亞、韓等少數人几乎无人知晓，而莉亞也一直无法原谅她的亲生父亲。恩多战役结束后23年，莉亞作为有可能是維德的女兒的身份被政敌公开，断送了她在新共和国的政治生涯。而莉亞的儿子班·索羅最终堕入黑暗面成为凱羅·忍并疯狂崇拜维德，还收藏了维德被卢克烧过的头盔。

### 英灵犹在
早在銀河帝國滅亡五年後，作為絕地英靈的安納金一直在原力世界裏默默觀察愛徒亞蘇卡的成長，而在亞蘇卡因不敵貝藍·史高（Baylan Skoll）而陷入了異空間「世界之間的世界」時現身，指出了亞蘇卡在之前的失敗某種程度就是被過去的記憶纏繞所導致的後果，並以「最後的一課」的兩人對決、以及用過去在複製人戰爭時期的回憶點滴和墮落至黑暗面的自己教授亞蘇卡。使她最終不再受過去的陰影：因兩人在當年戰爭中被迫分離和決意退出絕地間接導致安納金自身的墮落的痛苦回憶所影響，重新振作的亞蘇卡最後勝過安納金並選擇繼續活下去以完成絕地武士的使命，感到欣慰的安納金對徒弟仍抱希望後就消失，但偶然會以絕地英靈的身份在亞蘇卡遠處顯現觀看其行動。
恩多战役结束31年后，35ABY，接受路克·天行者的训练并成为最后的绝地武士的芮在艾西戈行星与复活的皇帝白卜庭展开最后的决战，就在芮被皇帝前所未有的强大原力压倒时，安納金和自己的儿子、师傅及过往历代无数伟大的绝地武士们的英灵一同献出力量，安納金自己更鼓励芮“去给原力带来平衡，就像我曾做的一样”，帮助她最终彻底消灭了皇帝。

## 个性

### 早年
童年的安纳金充满好奇和雄心壮志，善良慷慨，愿意冒生命危险参加飞梭比赛，帮助魁剛·金等人离开塔图因。他对母亲充满依恋但不得不离开母亲，尤达大师感受到此时的安纳金内心充满对失去母亲的恐惧。克隆人战争之前，安纳金性格十分敏感自负、急躁冒进、冲动易怒，对恩师欧比旺颇有怨言，认为自己的剑术已经与尤达大师比肩，也认为欧比旺过于严格古板的教育方式限制了自己。欧比旺是个正统的绝地大师，谦冲自牧、过于谨慎，而不像魁剛·金那样热情豪迈、洒脱不羁；他不真正理解安纳金，也不愿意为安纳金特殊的个性、成长歷程和远远超过自己的天赋而改变自己的教育方式，固执而有时傲慢。尽管如此，安纳金还是违背绝地议会的命令，冒着生命危险去吉奥努西斯星（Geonosis）营救欧比旺。此外，重逢帕德美的时候，他也因绝地武士压制情感的教育，而不知如何与其自然相处。丧母之痛和屠杀沙人的经历让他开始向黑暗面转变，但败于杜库伯爵的经历和克隆人战争，以及训练学徒亞蘇卡·譚諾，让安纳金在战火淬炼下成熟起来。

### 绝地武士时期
吉奥努西斯战役后，克隆人战争开始，安纳金被提拔为绝地武士。克隆人战争时期的安纳金，自信乃至略有自负，而且过于冲动感性、缺乏耐心，急躁冒进，喜欢违抗他认为不明智的命令，桀骜不驯。但同时他胸怀大志，绝不甘于平庸，追求不朽的功业，渴望拥有更加强大的力量，成为有史以来最强大最伟大的绝地大师。他充满热情而且善良无私，愿意为共和国、绝地组织和人民牺牲自己，身先士卒，足智多谋，慷慨豪迈，英勇无畏，在战场上经常出奇制胜，屡建奇功。与大多数绝地武士和大师的冷漠不同，他能不惜代价挽救自己学徒亞蘇卡·譚諾的生命，尊重、关心克隆人，与其同甘共苦，在他手下的克隆人士兵乃至共和国民众之中，享有崇高的威望。他的绝地学徒亞蘇卡·譚諾和前部屬雷克斯上尉在约20年后回忆起克隆人战争时期的安纳金，称赞安纳金既是常胜将军，也有超乎寻常的友善，总是对朋友充满毫无保留的信任和关怀。他的善良与对朋友的信任，甚至延伸到了机器人身上：他对R2-D2有着很强的关爱与信任，将其视作好朋友和得力下属，没有按照要求在每次作战之后抹去R2的记忆存储，而是让R2保留着所有的记忆；在作战行动中，他也往往对R2-D2委以超乎普通机器人能力范围的重任。
他感情丰富，爱憎分明，而且行事风格果断直接，并不完全遵守绝地的行事原则，身为绝地武士，也会因丧母之仇屠杀沙人，也因自己的悲惨童年而表露出对蓄奴者的强烈憎恨。丧母之痛也让他自责、悔恨而难以释怀，成为他的一块心病，希望习得更强大的力量以避免这种悲剧重演。对妻子帕德美强烈执著的爱和牵挂（因母亲的死亡而大大加深），让他在与其相关的事情上常常被嫉妒、焦虑或者愤怒的情绪主宰，失去绝地应有的理性与平和。他有时会使用简单粗暴而直截了当的方式达到自己的目的，甚至不惜使用黑暗原力，比如使用绝地禁止使用的原力锁喉术审讯阿萨基·文翠斯，以调查亞蘇卡·譚諾案情真相。他的这种性格特点也体现在了他的光剑招式之中：不同于擅长Soresu防守招式的导师欧比旺，安纳金使用Djem So招式，以防守反击为主要特点，攻势凌厉凶悍，十分适合他卓越的原力天赋和青年人的旺盛体力。总体而言他性格中光明一面依然占据支配地位，克隆人战争时期的他，即使违反绝地原则，也往往是为了更好地实现正义。安纳金把这些负面的情感藏在内心，试图避免过去的经历对自己当下的生活造成负面的影响，但这些情绪还是会偶然显露出来。他冲动感性、桀骜不驯而且自命不凡的性格，让绝地议会的大师们，尤其是尤达、温杜等人感到担忧，这也成为他们拒绝授予安纳金绝地大师头衔的重要原因；但好友欧比旺坚信他是预言中的天选之子，对他充满信任。在安纳金的影响下，学徒亞蘇卡·譚諾也有类似的性格特点。
但安纳金的缺点不仅仅包括冲动感性和自负，他也过于单纯、虚荣，思想不够坚定，容易听信自己信任之人的蛊惑，也因此被西斯大帝达斯·西迪厄斯所利用，渐渐向黑暗面堕落。
早在克隆人战争前，安纳金目睹共和国的腐败无能，就对高效的独裁政体有暧昧的态度。克隆人战争时期，因亞蘇卡·譚諾被驱逐、欧比旺隐瞒安纳金伪造死亡等事件，加上征战和杀戮给他带来的疲倦与自我质疑，安纳金对绝地组织也渐渐开始怀疑、失去信心，愤怒和迷惘将他一步步推向黑暗面。议长达斯·西迪厄斯对安纳金一直表现得友善信任、对他的能力充满赞许和期望，以满足安纳金的虚荣心，拉近两人间的距离。当梦见爱妻帕德美因难产而死的可怕一幕，安纳金竭力试图避免这一灾难，而达斯·西迪厄斯告知他黑暗原力可以避免死亡，安纳金因此迫切地希望学习黑暗原力，对达斯·西迪厄斯的依赖加深了。他桀骜不驯的性格和偏向黑暗面的倾向，使得部分绝地大师尤其是温杜对他充满不信任，进而使得安纳金更加感到自己得不到绝地组织的信任和尊重，从而益发走向黑暗面。由于安纳金无法向绝地大师们倾诉，而且他最信任和亲密的学徒亞蘇卡·譚諾也因对绝地议会的伤心失望而远走天涯，安纳金只能对达斯·西迪厄斯展露自己的迷惘和愤怒痛苦。达斯·西迪厄斯投其所好，渐渐腐化安纳金，这直接造成了他的堕落。
安纳金一直需要一个父亲，但热情豪迈、与安纳金心灵相通的奎刚大师死于非命，原本应该成为师兄的欧比旺变成了安纳金的师父。欧比旺年龄不够大，一直扮演着类似于安纳金兄长的角色，性格、天赋和人生轨迹的巨大差异也让他难以真正理解安纳金；议长帕尔帕庭反而扮演了这个威严而慈爱的父亲角色。不像师父奎刚，欧比旺是个模范绝地大师，他（以及其他绝地大师们）从未向安纳金传授过任何有关黑暗原力的知识。安纳金虽然已经成为绝地组织中的重要一员，却对黑暗原力和西斯几乎没有了解，仅有一个脸谱化的模糊认知，导致他十分容易被达斯·西迪厄斯蛊惑欺骗。
值得一提的是，安纳金对自己所热爱的人和事物有强烈而执著的信念，并认为对方应该理所当然地信任、爱护自己。学徒亞蘇卡·譚諾不顾自己的挽留离开，让他困惑、失望。

### 堕落和救赎
堕落到黑暗面的初期，安纳金虽然已经陷入黑暗面原力带来的多疑、暴戾和残忍之中，毫无人性地屠杀绝地幼徒、对自己怀孕的爱妻施以锁喉术，他依然有善良的天性残存。他会因为自己在命运裹挟下的堕落而痛苦落泪；他虽然认定绝地组织是邪恶的，也不希望杀死自己最好的朋友与恩师欧比旺，而是试图说服对方加入自己。此时的安纳金对皇帝也并非完全效忠，而是仅仅希望利用皇帝，认为自己可以拯救阿米达拉后推翻皇帝取而代之。但安纳金在与欧比旺的决斗中，犯了黑暗原力者的通病：过于狂妄、急躁，低估了对手，最终他的失误被欧比旺利用，几乎带给他灭顶之灾。成为半机械人后，皇帝谎称他的妻子和孩子都被他杀死，从此达斯·维达感到自己失去了一切，加上他的维生装置和盔甲给他的身体带来长期的痛苦，这导致他彻底陷入黑暗面，完全效忠皇帝，冷酷无情，暴戾而缺乏耐心，以残忍手段镇压残存绝地和义军，轻易杀戮没有完成任务的帝国官员，成为帝国里最令人畏惧的人物之一。他认为善良无私的绝地武士安纳金是软弱的，用一切方式试图与自己的过去切割，称安纳金已经被自己杀死，对待曾经的爱徒、义军成员阿索卡·塔诺也毫不留情，他常常因为手下的失败等小事而杀死手下。但他对待帝国暴风兵的态度则要友善尊重得多，类似于他堕落前对待克隆人士兵的态度，身先士卒的风格也让他在银河帝国享有较高的威望。穆斯塔法一战败给欧比旺是他平生的最大耻辱，他因此恨欧比旺入骨，希望能亲手杀之而后快，以至在首次發現歐比旺行蹤後一度不顧下屬、皇帝的多次警告而一意孤行地追殺。但欧比旺在再次對決中亦再次利用維達過度依賴黑暗原力的問題而再次反勝；更在最後决战中选择放弃抵抗、化身绝地英灵而逝，让维达永远无法享受复仇的快感，这让维达恼怒不已。
得知自己是卢克的父亲后，达斯·维达在情感上深受困扰。卢克让他回忆起作为安纳金天行者的一幕幕，包括自己亲手误杀的爱妻。卢克充满热情和同情心的性格，让他看到了年轻时的自己，也让他畏惧，因为这使他质疑自己的堕落是否值得，但维达会使用黑暗面的情绪压制住这些情感，不承认卢克对自己心中良知未泯的判断。直到恩多战役时期，面对皇帝用原力闪电电击自己的儿子卢克，维达最终选择了抛弃原力黑暗面，牺牲自己的生命以杀死皇帝、拯救儿子，用实际行动证明了自己心底依然有善良的天性，以摧毁帝国和西斯的方式，实现了最终的救赎。
值得一提的是，达斯·维达對盧克的父子之情亦再度挑戰了他對皇帝的忠誠，更再度懷疑自己不過是皇帝的權謀中的另一個棋子。不僅再度激發了他隱藏多年的推翻皇帝取而代之向兒子證明自己的想法。甚至私底下對某個軍官坦言皇帝從各方面都比自己更為糟糕和惡劣；直到父子之間的再度決戰並最終被擊敗、皇帝趁機利用其兒子取而代之遭到無情的證實，這種殘酷的現實對於维达在光明和黑暗面最終抉擇當中發揮著不可或缺的影響。

## 幕後設定
在安納金·天行者出场的七部《星際大戰》系列電影裡，喬治·盧卡斯聘請五位不同的演員扮演這角色。安納金·天行者由傑克·佛洛依德飾演童年時期並由海登·克里斯坦森飾演青年時期；大衛·普羅斯則扮演最初的《星際大戰三部曲》裡頭的達斯·維達，而“他”低沉的聲音由詹姆士·厄爾·瓊斯配音；西伯斯頓·蕭在《星際大戰六部曲：絕地大反攻》飾演臨死前的中年維達，以及不久後化成的絕地英靈。然而最近發行的DVD版本裡，海登的影像取代了蕭的位置。另外星際大戰三部曲：西斯大帝的復仇裡，穿著全身黑色盔甲的維達也是由海登飾演。
達斯·維達的角色有部分涉及到某些雙人決鬥的情節，多由著名西洋劍教練鮑伯·安德森指導：他掌控《帝國大反擊》與《絕地大反攻》裡所有的打鬥過程，並在《絕地大反攻》片中擔任達斯·維達的光劍動作替身。工業光魔特效公司另外雇用C·安德魯·尼爾森（C. Andrew Nelson）為盧卡斯影業（Lucasfilm）描繪維達的周邊商品，以及電腦遊戲星球大戰之絕地大反攻2：隱匿帝國和1997年《星際大戰》電影特別版的新連續鏡頭拍攝。
達斯·維達的角色最初並非設定為全副武裝的半機械人。現在的維達畫像是由概念美術師萊夫·麥奎立（Ralph McQuarrie）畫在反抗軍船艦坦特維四號飛船（Tantive IV）登陸的開場景象上。一開始是想像達斯·維達將穿過太空而進入船艦裡，因此必須穿上一襲套服和呼吸面罩。不久這被創造並融入故事裡。而由於喬治·盧卡斯曾承認首部星球大戰的人物及故事是參照日本導演黑澤明的《戰國英豪》所創作而成，所以維達的頭盔像似日本兜甲，巧合地這令維達如同武士穿著—像似絕地武士與劍道—像似光劍決鬥。這頭盔也像似德國在第二次世界大戰使用的德式鋼盔。維達的主题音乐是帝國進行曲（The Imperial March），而他個性化的呼吸器呼吸聲則由錄音師班·布特（Ben Burtt）所創，他創造這聲音的方式只是錄下他用老舊的Dacor牌水肺調節器呼吸的聲響。
星際大戰第五集裡，達斯·維達對路克·天行者說的話：「No, I am your father!」（不，我就是你的父親。）為本集最大的驚奇，為了使此一意外發展產生最大的衝擊性，喬治·盧卡斯與導演爾文·克許納（Irvin Kershner）在拍攝過程中進行了徹底的保密，甚至連參與演出的演員都被蒙在鼓裡。在拍攝當時，只有飾演路克的馬克·漢米爾在演出前一刻由導演告知，驚訝無比的馬克·漢米爾因而有突出的完美演出。在大衛·普羅斯與馬克·漢米爾的台本裡達斯·維達的臺辭是「歐比王殺了你的父親」，维达的爆炸性發言則在後製配音階段時再行替換補上，配音員當時甚至一度以為，是劇中的維達說謊欺騙路克。

## 文化影響
在美國，達斯·維達已成為大眾文化裡無可取代的反派角色。他有力卻有點低沉的嗓音，配上深沉的呼吸聲令人印象深刻。他也被科幻喜劇電影《太空球》（Spaceballs）改編成“黑色哈姆雷特”的形象，被電玩遊戲兔寶寶大冒險（Tiny Toon Adventures）改成“维达鴨”以及被超級馬莉歐改編成“達斯·庫巴”。在《回到未来》中，返回1955年的马蒂装扮成外星人模样时也自称“达斯·维达”。
此外，達斯·維達也成為邪惡的代名詞：比如說，著名政治操盤手李·艾華特（Lee Atwater）常被稱作“共和黨的達斯·維達”。
在好萊塢電影裡，經常引用星際大戰第五集裡，達斯·維達對路克·天行者說的話：“No, I am your father!'”（不，我是你的父親。）使該場景幾乎成為星際大戰中最著名的一幕。如王牌大賤諜、玩具总动员2等電影中，更是直接在劇情裡模仿這段場景，使其成為惡搞文化裡經常取材的對象之一。而在日本SF機器人動畫之中亦曾出現了一個不成功的例子。
而在日本這擁有眾多星戰迷的國家，達斯·維達與其一身黑色冷酷的裝扮常被引用在當地漫畫之中。此最著名者當屬《哆啦A夢》短篇〈天花板上的宇宙大戰〉中模仿帝國軍隊追捕莉亞公主的橋段，而令人莞爾的是裡頭明顯影射帝國滅星者（星際驅逐艦）的帝國宇宙戰艦最後是被一記全壘打擊落的。
2010年代，美國新一代漫畫家Jeffrey Brown嘗試給予達斯·維達一個當好爸爸的機會，讓他親自照顧路克和莉亞。Brown筆下的Darth Vader and Son（維達與寶貝兒子）和Vader's Little Princess（維達的小公主），把針對原著的幽默惡搞以及照顧孩子的甜酸苦辣完美地融合，成功感動了已經為人父母的第一代星戰迷。另外相關漫畫系列Good Night Darth Vader和Darth Vader and Friends也同樣大獲好評。

## 師徒

### 師父
- 歐比王·肯諾比（絕地)
- 達斯·西帝厄斯（西斯，已断绝）

### 啟蒙老師
- 尤達（絕地）
- 魁剛·金（絕地，已故）

### 徒弟
- 亞蘇卡·譚諾（絕地學徒，後因絕地聖殿爆炸事件遭受冤屈，因失望而選擇離開绝地组织，未完成訓練，但离开时已达到绝地武士的水平）
- 艾斯納·包力格（非正式弟子，绝地学徒，仅通过亞蘇卡·譚諾保留的少量安纳金·天行者的全息影片教学资料，学习以光剑抵挡爆能枪的招式）[5]
- 弒星者（传说游戏《星球大战：原力释放》角色，非正式弟子，祕密學徒，被維達充當其秘密計劃的棋子，擁有徹底背叛西斯或是成為白卜庭新任正式徒弟的兩種結局）
- 帝國判官們（同時服從白卜庭及維達）

## 外部連結
- （英文） Wookieepedia上的相关条目：安納金·天行者
- （英文）Darthipedia, the Star Wars Humor Wiki （页面存档备份，存于）
- （英文）星際大戰官方網站 （页面存档备份，存于）
- （繁體中文）星際大戰的發源地 （页面存档备份，存于）
- （简体中文）星球大战——STAR WARS